# Луций Педуцей Фронтон
Луций Педуцей Фронтон (на латински: Lucius Peducaeus Fronto) е прокуратор в провинция Азия през 1 век по времето на император Клавдий (упр. 41 – 54 г.).
Педуцей Фронтон произлиза от републиканската фамилия Педуцеи, клон Фронтон. Вероятно е роднина на Луций Педуцей Колон (префект на Египет 70 г.). Педуцей Фронтон е вероятно баща на Марк Педуцей Сениан (суфектконсул 89 г.) и на Квинт Педуцей Присцин (консул 93 г.).